# 中國的名稱
中国一词有多種含义，在不同时期、不同地區、不同语言、不同政治立場的人，对“中国”一詞可能有不同的理解或解釋。
古时“中国”含义不一：或指天子所在的京师为“中国”。《诗·大雅·民劳》：“惠此中国，以绥四方。”毛传：“中国，京师也。”《史记·五帝本纪》：“夫而后之中国，践天子位焉。”《集解》：“刘熙曰；‘帝王所都为中，故曰中国’。”或指华夏族、汉族地区为中国（以其在四夷之中）。《诗·小雅·六月序》：“《小雅》尽废，则四夷交侵，中国微矣。”又《礼记·中庸》：“是以声名洋溢乎中国，施及蛮貊。”而华夏族多建都于黄河南、北，因称其地为“中国”，与“中土”、“中原”、“中州”、“中夏”、“中华”含义相同，初时本指今河南省北部、山西省南部和陕西省南部及附近地区，后来中原王朝的活动范围扩大，黄河中下游一带，也被称为“中国”。或指统辖中原之国，《晋书·宣帝纪》：“盂达于是连吴固蜀，潜图中国。”，也把所统辖的地区，包括不属于黄河流域的地方，也全部称为“中国”。《史记·天官书》：“其后秦遂以兵灭六国，并中国。”在统一的情况下，中央王朝常自称为“中国”；而分裂时期，“中国”也能指稱黄河中下游地区（即中原）或延續正統的王朝:22。《晉書·載記第十四》苻堅對其弟苻融言“劉禪可非漢之遺祚；然終為中國之所並”。此處「中国」指三國時期于華北地區的魏国，原因是魏繼承漢的正統。此外，古時「中國」一詞也具有單獨代指漢民族的用法。

秦漢以后，“中国”一名主要作为统一的中央王朝統治領域的泛稱或正統王朝通称，基本上涵蓋了地理、民族和文化意義 。宋朝時有日本人稱為中國，如宋太宗召見僧人奝然，日本僧書寫以中國稱之。元朝忽必烈在予日本的通牒上曾以中國自居，在大都接見日本平民塔二郎、弥二郎亦以中國自稱：“爾國朝覲中國、其來尚矣、今朕欲爾國之來朝、非以逼汝也、但欲垂名於後耳”。
明朝在對外官方文件上也有以中國自稱，如明太祖賜日本國書與萬曆皇帝給豐臣秀吉的詔書中 ，則使用「中國」自居。明朝鄭和下西洋的過程中，先後有隨行人員寫了出國見聞錄，如馬歡《瀛涯勝覽》描述中，對外多次以中國自稱。活躍於明朝萬曆年間的西洋傳教士利瑪竇在其著作《中國札記》中亦寫道：「今天我們通常稱呼這個國家為Ciumquo（中國）或Ciumhoa（中華），第一個詞表示王國，另一個詞表示花園，两个词放在一起就被翻译为‘位于中央’。我听说之所以叫这个名称是因为中国人认为天圆地方，而中国则位于这块平原的中央。」
至於在國體意義上以「中國」的稱號做為實行現代主權國家的權利，則是直至1689年9月7日中俄《尼布楚條約》簽訂後首次出現於正式條約上。1909年，清朝在中國第一部成文國籍法《大清國籍條例》中明確地以法律形式自稱為「中國」。
从晚清开始，中国和外国的传统朝贡关系，开始由条约关系逐渐取代。條約是主權國家之間的約定，如何在條約中稱呼自己則體現了對自己身份的認同。中國大陸學者李扬帆認為，在通常情況下，清朝以「中國」和「中華」代表國家，而以「大清」代表政府

## 歷代演變

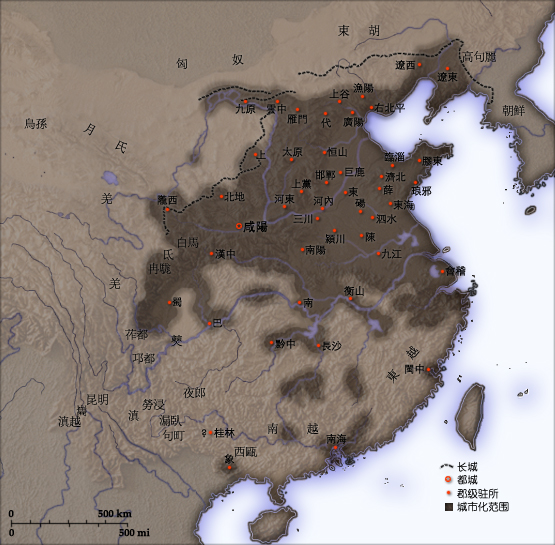
秦朝疆域

在過去中原王朝傳統的體系中，存在與現代不同概念的天下觀念。在古人眼里，中国（或中原）是天下的中心，可作为天下的象征。在這種觀念裡，歷代中原王朝自認位于天下的中央，為文明的中心，自中心向外輻射，外緣納貢稱臣的藩屬；藩屬之外，最外圍與中原文化差異極大的部族則被稱作蠻夷。中國一詞有中央之國，主掌天下各方的意思。一个统治政權，只要能有效统治中原，就能处在天下共主的地位。這種界定與現在對主權界限的認知差異很大。
周朝以前「国」是各部落盟的封号。，經過演變至周朝时则是成為卫戍王朝的诸侯国名稱，在周朝的概念中，“中国”的含义不仅对天子所治理的地域称谓，也有中央之國，主掌天下各方的中心涵意。在先秦以前中國是天下共主所在的地域，隨著歷朝歷代的不同，對中國這個名稱的含义也會有所變化。
自秦朝、汉朝大范围建立中央集权政权后，這種天下觀仍延續下去，特别是蒙古人所建立的元朝统一中国后，虽然统治者不是汉族，但大部分时间这一区域都是在一个中央皇朝的主导之下，这也是中国之所以被称为“中国”的一个历史因素。再者，中原王朝的政權易主時便產生朝代更替，新成立的朝代繼承前朝正統，而每次朝代更替也都会更改国号:16，国号是源自中原王朝所特有的文化，類似於古人的別名，別號，代表著現任統治者法定政權的官方名稱，同時也是為了彰顯君主的功績和德行，與西方國號的概念並不盡相同，因此各朝代国号的確立有著嚴格的標準。在中國歷史上，並沒有任何一個朝代直接以「中國」為國號，「中國」一詞並不是用來指稱一個政權，而是以各正統王朝為中國代表，綿延時間的政治空間名稱。如明朝時明太祖、萬曆于日本官方文件中自稱「中國」。清朝康熙帝在与俄国签订的《尼布楚条约》中也以「中国」作为對外国名:27。

### 商周
殷墟甲骨文中已有“四方风”、“西或（西面的国家）”、“东或（东面的国家）”等词汇，殷人则自称“中商”，这是因为在商代方国联盟制度下商王畿地区正好位于天下的中央。而目前所知“中國”一詞最早出現在公元前11世纪西周早期成王时代的青銅器何尊铭文中，其銘文記載了成王繼承武王遺志并營建東都成周的史實，其涉及“中國”部分铭文为“隹武王既克大邑商，则廷告于天曰：余其宅兹中或（國），自兹乂民。”這篇銘文把“中國”指為以洛陽盆地為中心的中原地區。虽然迄今所见的商代甲骨卜辞中，有“中商”而未见有“中国”一词，但是《何尊》铭文中的“余其宅兹中国”，意为“我要到中国（殷商故地）去定居”，铭文中的“中国”字正写作“中或”，这反映出其“中国”一词可能是从殷人那里继承过来的。
在周朝並沒有現代的國家概念，而是天下概念，周王以宗室分封各諸侯國做為屏障周王室的藩離，對於周邊諸侯國以宗法制與五種等級來服從中央，這種控制越到外圍控制力越弱，而至於蠻夷。在天下概念之內，周王室認為自己所居住的地域，便是中國，同時也代表中原政治文化的中心。
在上古文獻《尚书·梓材》中也有提到：“皇天既付中国民，越厥疆土，于先王肆。”指當時周朝統治下的全國而言。“中国”的含义仅是周朝人民对自己居住的地域的称谓。他們认为自己位于大地的中央，自中心向外輻射，而四周的部落则分别被他们称为蛮、夷、戎、狄。天子居於中央，所在乃是天下共主所在之處。在周朝長期的封建制度演變下，中國一詞成為主掌天下各方的中心意思。《周禮‧司徒》有這種說法：「地中，天地之所合也。」，又比如《禮記‧王制》寫「中国戎夷，五方之民，皆有性也，不可推移。」此文中“中國”是包含所有華夏諸侯，可知“中国”一詞最先是一個表示地理意義的詞彙（中原與「四方」相對），逐漸變成了文化、政治上的核心名稱。

### 春秋战国
到春秋战国时期，周天子影響力式微，（吳、越、楚三國春秋時代已稱王）各诸侯国開始自称都城为“中国”。三代時只有共主可以樹立"中"的大旗，代表是中原政治文化的核心。中國既可指代「華夏」
，也可指代周天子直轄的京師，中國作為京師的含義漸漸不用。
到戰國時期周室衰敗，強大諸侯國紛紛僭越稱王，自称为“中国”，認為自己的國家能取代周天子政治核心的地位。如《孟子》记载了一次齐王的谈话“我欲中国而授孟子室”，此“中国”为齊國中部的意思，這句話是說，齊王打算邀請孟子到國中作客卿。
《戰國策·卷十九·趙策二》描述“中國”為：「中國者，聰明叡知之所居也，萬物財用之所聚也，賢聖之所教也，仁義之所施也，詩書禮樂之所用也，異敏技藝之試也，遠方之所觀赴也，蠻楚之所義行也。」這時間中國也代表中原文化、政治上的核心。。在戰國時代至秦漢統一前「中國」成為代表所有諸夏領域的稱呼。隨著華夏文明的發展，「中國」涵蓋的地域和文化內涵也逐漸擴大，後來形成漢民族。

### 汉朝
與周代相同，漢代也用中國來自稱轄境。不僅如此，漢還將治下人民稱為中國人。以「中國」與異域外邦相對稱，首見於《史記·大宛傳》，載漢武帝派張騫出使西域：「天子既聞大宛及大夏、安息之屬，皆大國，多奇物、土著，頗與中國同業」。或相對描述異地民族，如描述安息人為：「其俗人長大平正，似中國人而胡服」，描述新羅人為：「其言語名物，有似中國人」。這種以「中國」並列於世界諸國一員，表示相對的用法，漢唐間還有例證，如《後漢書·西域傳》以「中國」與「天竺」(印度)並稱;《唐會要·大秦寺》以「中國」與「波斯」、「大秦」(羅馬)並稱。如《隋書第三十六卷》記述：「突厥嘗與中國交市，有明珠一篋，價值八百萬，幽州總管陰壽白后市之。」、唐代韓愈《上佛骨表》云：「夫佛者，夷狄之一法耳，自後漢時傳入中國，上古未嘗有也」。

### 魏晋南北朝
漢朝以後，漢族地區以外的民族一旦入主中原，便以中國自居。“中国”一词逐渐演变称为正统的朝代的标志。五胡亂華，晉室偏安江南，晉人仍稱中原為中國，“江左地促，不如中國。”，“石季龍死，中國大亂，時朝野鹹謂當太平復舊，謨獨謂不然”南北朝時期，鮮卑人建立的北魏自稱中國，將南朝叫作島夷；同時漢族建立的南朝雖然遷離了中原，仍以中國自居，稱北朝為索虜、北魏為魏虜，兩方均有非我族類的意思。韓愈認為中國諸侯「用夷礼则夷之」，而用了夷礼的中國諸侯再返用中國禮儀「则中国之」。

### 五代
五代時吳越王錢鏐臨終時要子孫“善事中國”，此“中國”是指沙陀族在漢地北部建立的後唐。五代有三代（後唐、後晉、後漢）雖是沙陀族建立的，但當時沙陀族已與漢族無異，被視為漢族，後唐也被稱為「漢國」，新舊《五代史》都把他們視為正統，而把南方漢族政權放在次要地位，只稱梁、唐、晉、漢、周為中國，卻不稱南方立國的各漢族政權為中國，北宋的歐陽修在《新五代史·十國世家年譜》言“十國皆非中國之有也”，但「十國之封爵、朝貢，不如夷狄，則無以書之。書如夷狄，則五代之君未可以夷狄之也。」十國放在世家，而契丹、奚、吐谷渾、達靼、党項、突厥等外族則放在附録方面，此處歐陽修所說的中國是指「五代之君」，另外在《舊五代史》中，漢地南部的漢族政權是放在世襲列傳及僭偽列傳，而契丹、回鶻、高麗各民族國家則放在外國列傳。

### 宋朝
“中國”一詞的政治意義在遼宋和金宋對峙時期更显突出：遼與北宋、金與南宋都曾自稱中國。這裏的中國一词，與王朝的正统性紧密相连。北宋對海外也自稱中國，如召見日本僧奝然，與丞相談到有關日本國君萬世一系的感嘆，而日本僧人奝然用隸書給宋太宗的文章中以中國稱呼宋朝：「（日本）國中有《五經》書及佛經、《白居易集》七十卷，並得自中國。四時寒暑，大類中國。宋代則視五代十國是分裂的中國，並且極力主張自身的正统性。如北宋著名學者「石介」撰寫專以「中國」為題的著名政治論文《中國論》，該著作對中華文化、道統和時政進行論述。
南宋時，女真族控制中原地區，《宋史·儒林六》陳亮在上孝宗書中說，不能“置中國於度外”要經營荊襄“爭衡於中國”（其中的“中國”是指中原地區，而非指佔據中原的金國）。

### 元朝
元朝皇帝忽必烈稱大元為歷代中原王朝的繼承政權，各元朝統治者亦以歷代中原王朝的繼承者以及「中國」、「區夏」和「華夏」自居：
「上天眷命大蒙古國皇帝奉書日本國王：朕惟，自古小國之君，境土相接，尚務講信修睦。況我祖宗，受天明命，奄有區夏。遐方異域，畏威懷德者，不可悉數。……日本密邇高麗，開國以來，亦時通中國。至於朕躬，而無一乘之使，以通和好。」
「仰惟祖宗應天撫運，肇啟疆宇， 華夏一統。」
「稽列聖之洪規，講前代之定制。建元表歲，示人君萬世之傳。紀時書王，見天下一家之義。法《春秋》之正始，體大《易》之乾元。」
忽必烈在接見日本平民塔二郎、弥二郎厚賜匹帛，以中國自稱：“爾國朝覲中國、其來尚矣、今朕欲爾國之來朝、非以逼汝也、但欲垂名於後耳。”。宋濂於討元檄文中描述元末，以中國之民廣稱元朝所統治子民：“天下兵起，使我中国之民，死者肝脑涂地，生者骨肉不相保”。
日本史學家杉山正明說：「中國的領土隨著時代變遷逐漸變化，從整體來看不斷擴大，最終才保有了現在的廣大領域。另一方面，中國歷代王朝並非每個都是由相同的人種群體所構成，而是由復雜多樣的人群與地域集合而成。總之，說中國是由各類人群在歷史演變過程中聚集在一起而形成的多元復合體，恐怕再恰當不過。實際上，這一特性並不僅限於中國，它還是貫穿了整個人類史的共通點。當今中國存在五十多個民族這一事實，或許可認為就是其證據吧」。他指出，元朝以前的中国历史，包括漢朝、唐朝在内，本质上属于“小中国”。到了元朝，加上此前辽金等北方民族政权的影响，中国才变成了“大中国”。在元朝以前“小中国”是常态，元朝之后“大中国”变成了常态。

### 明朝
明朝政府於官方文件中也有以"中國"自稱，如明太祖賜日本國書中有：“朕本中國之舊家，耻前王辱，興師振旅，掃蕩胡番。”明神宗給豐臣秀吉的詔書中稱：“咨爾豐臣平秀吉，崛起海邦，知尊中國”。永樂五年，朝廷命正使太監鄭和等 : 齎詔敕賜其國王誥命銀印給賜，升賞各頭目品級冠帶，統領大寶。船到彼，起建碑庭，立石云：「其國去中國十萬餘里，民物咸若，熙皡同風，刻石於茲永示萬世。」鄭和下西洋的過程中，先後有隨行人員寫了出國見聞錄，如馬歡《瀛涯勝覽》描述中，對外也多自稱中國。

### 清朝
至清朝前期，“中國”一詞已經有著约三千年以上的使用歷史，作為一種地域（指中原地区）或朝代正统的标志，“外國”對等並稱。但從不曾將“中國”兩字作為政权的直接名称。自清军入主中原以来，统治者皆強調以“中国”自称。1689年清朝与俄国签订，被部分學者認為具有现代国际法水准的边界条约《尼布楚条约》中，首次将“中国”作为正式國家名稱使用，与“俄罗斯”相对。:27-28晚清时候清廷在与外国交際往來或签定条约时，“中國”一词的使用非常普遍。许多官方正式文书上亦将“大清”与“中国”混合使用。
康熙帝為了測繪中國東北地區，特詳諭大學士哪些屬於“中國地方”，以什麼為界線，且將滿洲地區（东三省）稱之為“中國地方”的“東北一帶”，當中的「中國」亦包含近代意義的國界觀念：
「自古以來，繪輿圖者俱不依照天上之度數以推算地里之遠近，故差誤者多。朕前特差能算善畫之人，將東北一帶山川地裡俱照天上度數推算，詳加繪圖視之，混同江自長白山流出，由船廠打牲烏拉向東北流，會於黑龍江入海，此皆係中國地方。鴨綠江自長白山東南流出，向西南而往，由鳳凰城朝鮮國義州兩間流入於海。鴨綠江之西北系中國地方，江之東南系朝鮮地方，以江為界。土門江西南系朝鮮地方，江之東北系中國地方，亦以江為界，此處俱已明白。」
康熙十三年，由欽天監監正南懷仁刊行全國、並在乾隆朝收錄於《四庫全書》的世界地理書《坤輿圖說》裡直接稱大清國為“中國”，為其全部统治区域。康熙朝晚年，由於西方國家對中國的影響日深，康熙帝作出警告：「海外如西洋等國，千百年後中國恐受其累——此朕逆料之言」。
雍正帝在其著作《大義覺迷錄》中稱：“自古中国一统之世，幅员不能广远，其中有不向化者，则斥之为夷狄。如三代以上之有苗、荆楚、狁，即今湖南、湖北、山西之地也。在今日而目为夷狄可乎？至于汉、唐、宋全盛之时，北狄、西戎世为边患，从未能臣服而有其地。是以有此疆彼界之分。自我朝入主中土，君临天下，并蒙古极边诸部落，俱归版图，是中国之疆土开拓广远，乃中国臣民之大幸，何得尚有华夷中外之分论哉！”書中批駁華夷之辨思想，指出滿洲人就是中國人，不應有華夷之分
乾隆帝則明令：
「夫對遠人頌述朝廷，或稱天朝，或稱中國，乃一定之理。」
1767年，傳教士、宮廷畫師蔣友仁奉乾隆帝之命手繪了第二幅高水準的《坤輿全圖》上同樣直接將大清國統治地區標名為“中國”。這幅圖的“圖說”部分經學者何國宗與錢大昕潤色後於1799年公開出版。
1869年，美國傳教士倪維思著作《中國與中國人》中，有清楚描述到中國人講起自己的國名，最常用的是“中國”，發音是“Chung-Kwoh”；時至清末，不只在日常習慣上，在官方頒佈的重大條例，法規等，以“中國”為現代正式國家名稱的用法不僅相當普及而且正式，如在清朝法律明文規定，凡涉及中外國際交涉部分，稱本國為“中國”，並本國人為“中國人”、“中國人民”等條文。又如教育法規《奏定學堂章程》中就有諸多使用：
「…外府師範學堂，則只可聘在中國學成之師範生為教員。查開通國民知識，普施教育…，在中國今日情形，亦為最要，並宜接續速辦。…至學堂內講習政法之課程，乃是中西兼考，擇善而從，於中國有益者採之，於中國不相宜者置之，此乃博學無方，因時制宜之道。……」 
1903年由商務印書館发行的《中国通览》一书的“中国的位置与称号”和“全国之面积及人口”节中即称“中国位于亚细亚东部，为世界一大帝国”、“中国土地广袤，人口众多，世界罕匹”等。晚清官員、學者屠寄所著并于1907年发行的《中国地理学教科书》的“中国总论”一节中亦表示“国人自称曰中国，或曰中华”，并表示当时整个亚洲的独立君主国只有中国、暹罗、波斯、日本等四国（其它地区则为各列强的领地或保护国等）。这些亦从侧面反映出晚清教材等资料中对“中国”国名之普遍使用。
1909年，受到西方國際法的衝擊，清朝頒佈中國第一部成文國籍法，明確地以現代法律形式自稱為「中國」，首次在法律上賦予了現代國籍法和「中國國籍」的意義。再加上同时期的其它一系列相关法令、政令、教科书等，以及国际条约中对“中国”一词的广泛使用和承认，基本奠定了“中国”具有现代国家名称的地位。
1910年经清朝学部审定发行的教科书《中國歷史教科書（原名本朝史講義）》一开篇即表示：“本朝史者，中國史之一部，即全史中之最近世史。中國之建邦，遠在五千年以前，有世界最長之歷史。又有其文化為古來東洋諸國之冠。其疆域奄有東方亞細亞之什九，其興衰隆替足以牽動亞細亞列國之大勢。故中國史之範圍，實佔東洋史全體之太半”。这类以“中国”为名，包括各民族主导中国历史内容的通史书写，展现出重大的意义。
中國大陸學者黃興濤及新清史學派學者、東亞史學家歐立德（Mark C. Elliott）認為，康雍乾之後的中國，是被清帝、滿人、漢人等其他族群共同認同並加以再造過的中國。現代「中國」的概念，正是來自於清朝所塑造的中國觀。

### 民国以来
辛亥革命之後，中華民國成立，其名称源于「驅除韃虜，恢復中華，創立民國，平均地權」的口號。中國從帝制轉型為一個共和制主權國家，“中國”這一稱謂具有了现代法律上的意义，並為中華民國的通稱。現今仍有部分華人認為中國是中華民國的簡稱。
中华人民共和国的国名最初拟定为「中华人民民主共和国」、简称「中华民国」。6月30日毛泽东发表的《论人民民主专政》中只用了“人民共和国”。且在7月9日举行的新政治协商会议筹备会第四小组第二次会议上，張奚若等人認為名稱過長而應去除「民主」二字，使用“中华人民共和国”。对于张奚若的观点，周善培和司徒美堂则主张要用“民主”二字。8月17日，新政治协商会议筹备会第三次全体会议修正并通过了组织法的初步草案，其中新国名去掉了“民主”二字。且周恩来向政协代表等人作了《关于中国人民政协的几个问题》报告，其中表示“民主”与“共和”有共同意思，且这两个都已有民主含义，故去掉“民主”二字。
8月18日，毛泽东在邀请新疆代表参加政治协商会议时，给阿合买提江·哈斯木的电文里用是“中华人民共和国”。9月2日，新华社发表社论阐述党的性质时指出：“中国共产党是中国工人阶级的政党，是中华人民共和国的领导者。”。于是经过多次讨论和修改，9月17日，新政治协商会议筹备会举行第二次全体会议正式决定国名为“中华人民共和国”。
由于会和辛亥革命建立的中华民国混淆，包括马叙伦、郭沫若、沈雁冰在内的代表提出反对意见，提议取消“简称中华民国”。后来周善培和司徒美堂等人也对“简称中华民国”6个字持有异议，認為應確立新國名。
1949年9月27日，中國人民政治協商會議第一屆全體會議通過《中華人民共和國中央人民政府組織法》，決議國名為「中華人民共和國」並去除加註。该会议还決定：中華人民共和國的國都定於北平，自即日起改名北平為北京；中華人民共和國的紀年採用公元；在中華人民共和國的國歌未正式制定前，以義勇軍進行曲為代國歌；中華人民共和國的國旗為五星紅旗，象徵中國革命人民大團結。
中華人民共和國有時會稱作「新中國」，來和新民主主義革命時期的「舊中國」做區分。不過在1949年到1971年期间，中華民國政府遷往臺灣地區後，仍被國際社會視為中國政府，並在聯合國中擁有中國席次；此時中華人民共和國則被稱為「紅色中國」或「共產中國」，並堅持自己是代表中國的唯一合法政府。
1971年10月，聯合國大會在通過《聯合國大會2758號決議》後，中華人民共和國取得中國席次和相關地位，「中國」也逐漸成為國際社會對中華人民共和國的常見稱呼。此外，中華人民共和國又簡稱「中」或「華」，如“中日关系”、“驻华大使”等。由于目前两岸分治的臺海現狀，与控制台澎金马地区的中华民国政府相对应时，一般以「中國大陸」代指中華人民共和國。中華人民共和國政府也会被中华民国政府稱之为「大陸當局」、「北京當局」、「北京」或「中共」，但在民主進步黨執政時期，中华民国政府亦有直接使用“中华人民共和国”和“中国”的情况。

## 别称
在地域上，中华、华夏、（诸）华、（诸）夏、中夏、區夏、方夏、函夏、海内、禹域、禹迹、禹甸、九州、九牧、九区、九域、八州、九囿、九土、九野，赤县神州（或者赤县、神州）等都是指“中国”。最初指河南省及其附近地区，后随华夏族以及之后的汉族活动地区的扩大，对其统治地区一概称之为“中国”。

### 华夏

《说文》：“夏，中国之人也。”图为甲骨文中的“夏”字，为“中国之人”的象形

中国上古时期，“华”和“夏”是两个氏族的名字。据《史记·五帝本纪》载，五帝中的首位是黄帝，后来的人称黄帝为漢族的始祖。禹係夏后氏部落之領袖，姒姓，又稱夏禹、大禹。夏大禹治水有功，繼位於舜當了中原各部落之共主，成為中國的第一個王朝。
夏朝在上古為中央大國。在周朝時，凡遵周禮、守禮义之族人，稱為華人、夏人，通稱為諸華、諸夏。周人自称为夏人后裔，因而把分封的诸侯也称为“夏”（即有夏）。原商朝朝歌地区则称为“东夏”。这样由夏商周三个古代部族加上入居中原的其他部族形成了一个新的部族共同体的雏形，称为“夏”。《说文》将此“夏人”解释为“中国之人”，“華夏”即為中國的代名詞。
目前中國可信文獻中，最早出現華夏二字並稱的，是《尚书·武成》：“华夏蛮貊，罔不率俾”，伪孔传将其解释为“冕服采装曰华，大国曰夏”。《左傳·定公十年》“裔不謀夏，夷不亂華”，孔颖达《春秋左傳正義》：“中國有禮儀之大，故稱夏；有服章之美，謂之華。”意即因中國是禮儀之邦，故稱“夏”，“夏”有高雅的意思；中國人的服飾很美，故作“華”。

按周朝的定義，「非王母弟甥舅则夷狄」，可見先秦時期的華夏主要是指周朝的「王母弟甥舅」諸侯國

### 中华
“中华”作为地域概念的时候，等同于中国，是“中国”与“华夏”两词结合而成，最早始于魏晋时期:10，亦称“中夏”:11。雖然目前「中華」一詞早已演化為對中國文化、地理、民族、飲食等方面的泛稱，但直到20世紀中國才開始出現該詞彙的現代意義——1912年中華民國成立後首次正式將「中華」納入國號，英文表述为：Republic of China；而后出现的中華帝國及中華共和國、中華蘇維埃共和國等政权亦采用了类似的命名方法。1949年成立的中華人民共和國同样把「中華」納入到了國號之中。
古代漢族最初多建都於中國黄河中下游地区，以其位居四方之中，文化美盛，故稱其地為「中華」。後各朝疆土漸廣，凡所轄地，皆稱為「中華」。 《晉書》 桓溫請還都洛陽疏：「彊胡陵暴，中華蕩覆，狼狽失據。」。《北齊書》·卷二十一·高乾傳：「于時，鮮卑共輕中華朝士，唯憚服於昂。」
在日本，常以“中华”表示源自中国，例如中华料理、中华民族。
以華人為主的臺灣及中國大陸、香港、澳門合称为大中华地区，而新加坡、马来西亚等屬於華人较多且曾受中華文化影响的地區有時也被認為是大中華地區。许多商业机构和跨国企业都采用“大中华地区”或“大中华区”一词于自身的商务运作当中，而以此为名所设立的公司业务部门则主要负责处理臺灣及中国大陆、香港、澳门等两岸三地之间业务来往的管理事项，偶尔也兼有负责新加坡和马来西亚之间的“新马”（旧称“星马”）业务。

### 九州、赤縣神州

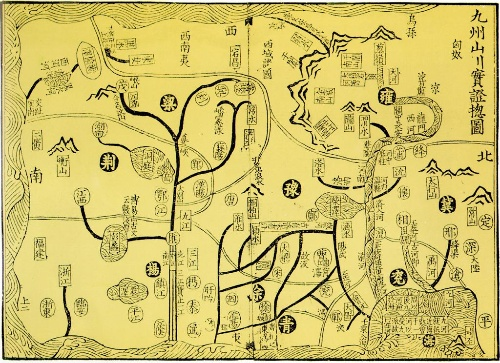
禹贡九州图（图上方指向西方）

「九州」或「赤縣神州」是漢族先民自古以来对古代中国的泛称。这个称呼最早出自战国时的邹衍。后逐渐简化为“赤县”或“神州”来称呼中国。
先秦時期的楚國也存在有九州的概念。在漢族的神话及道教裡，相傳上古時，炎帝以火德王，炎帝統轄的土地叫赤縣；黃帝以土德王，黃帝統轄的土地叫神州。黃帝打敗了炎帝后，統一起來就称作「赤縣神州」。《舊唐書·卷一百九十七·列傳第一百四十七》史臣曰：「禹畫九州，周分六服，斷長補短，止方七千，國賦之所均，王教之所備，此謂華夏者也。」《古今通論》：「崑崙東南方五千里謂之神州，州中有和羹鄉方三千里，五嶽之域，帝王之宅，聖人所生也」；《混元聖紀》：「昔在神州，以神仙之道教化天下，上自三皇，次及五帝，修之皆得神仙」；《太清金液神丹經》：「但古聖人以中國神州，以九州配八卦，上當辰極，下正地心，故九州在此耳」。
神州俗稱「神州大地」。中土为神州，黃帝为中央天神。黃帝以土德王，相傳黃帝統轄的土地稱為神州，赤帝統轄的土地稱為赤縣，赤縣和神州合稱「神州赤縣」或「赤縣神州」。

### 汉
漢出自汉朝。在十六国和南北朝时期，许多北方来的民族征服了漢地北部，建立了多个政权。这一时期开始人们开始用“汉”称呼汉朝统治下的人的后代，唐朝時開始自稱為「漢國」，稱本民族為漢，漢這個稱號被廣泛接受，成为民族的称号。
元朝时蒙古统治者把人分成四种阶级：蒙古人、色目人、汉人和南人。中国北方的人称作「汉人」，在中国人当中算作最高的阶级。这个阶级包含了居住在中国北方的所有民族。
清朝时满洲统治者也用汉来区分满人和中国本土的人，并用旗籍来区分汉军旗人和汉民。

### 唐山
唐山是大清以來海外華人的用語。在琉球王国，琉球语对中国的称呼是（tō-nu-kuku）。

### 天下和天朝
古代中国人最初认为自己生活的地方是普天之下惟一的地方，因此称“天下”，后逐渐演变成对中国的别称，政权的更替也称之为“得天下”或“失天下”。这一称呼也意味着中国的皇帝在传统上是整个世界的领袖，而非简单的一国之君。与“天下”并称的是“天朝”。

### 江山
江山的用意与天下相似，常用于表示维护或者更替政权的时候。

### 中原
對於中國統治政權統治的疆域的稱呼，不再侷限傳統中原的疆域與傳統漢地的疆域的定義，例如中國東北地區亦可歸類為中原地區。

### 其他别称
古时中国人认为自己地处东南西北四方的中央，故称“中土”，有时地处中原的王朝也称“中朝”。
与“天下”并称的是“四海”，用以表示帝王所能统治的最大限度范围；其他相同含义的词还有“海内”和“海宇”。

## 各语言称呼

### 漢語系称呼

#### 中国与中华
一些西方作家倾向于使用直译的手法表明中国有根深蒂固的自认为位于世界（天下）的中心的心理。Endymion Wilkinson不认为中国人只认为中国居于中心，即使中国仅仅是在文化上作为称号。至于翻译的准确性，陈兼教授写道：“我相信Central Kingdom比Middle Kingdom翻译中国（China）更准确。Middle Kingdom这个术语不能表明中国高于周围的人和国家——仅仅是地理上居于中心；然而，Central Kingdom表明中国高于位于天下的周围的人和国家，并且由此占据已知的宇宙的中心。”
“中国”在不同语言的称呼：

簡體字和繁體字中的中國

- 波兰语：Państwo Środka，非官方译名
- 英語：Middle Kingdom、Central Kingdom，非官方译名
- 朝鲜语：／ Jungguk
- 德语：Reich der Mitte（直译“中央帝国”），非官方译名
- 俄语：（Sredínnoye Tsárstvo，直译“中央帝国”）、（Podnebésnaya，直译“天下”），非官方译名
- 法语：Empire du Milieu（直译“中央帝国”）、Royaume du milieu（直译“中央王国”），非官方译名
- 哈萨克语：جۇڭگو（Juñgo），中国哈萨克族官方译名
- 荷兰语：Middenrijk（直译“中央帝国”），非官方译名
- 捷克语：Říše středu（直译“中心帝国”），非官方译名
- 黎语：Dongxgok，中国官方译名
- 苗语川黔滇次方言：Suav Teb、Roob Kuj、Tuam Tshoj、中國（直译：夏地、中央王国、大清），中国官方译名
- 满语：ᡩᡠᠯᡳᠮᠪᠠᡳ
ᡤᡠᡵᡠᠨ（Dulimbai gurun）、ᠵᡠᠩᡬᠣ（Junggʼo）
- 蒙古语：ᠳᠤᠮᠳᠠᠳᠤ
ᠤᠯᠤᠰ（Dumdadu ulus），是内蒙古对中国的官方称号；而（Khyatad uls）是蒙古国对中国的称呼。前者出自“中国”和“中华”，后者出自“契丹”。
- 缅甸语：အလယ်တိုင်းပြည်（Alaï-praï-daï），非官方译名
- 日语：〔〕／ Chūgoku
- 瑞典语：Mittens rike（直译“中央王国”），非官方译名
- 匈牙利语：Középső birodalom（直译“中央帝国”），非官方译名
- 意大利语：Impero di Mezzo（直译“中央帝国”），非官方译名
- 印度尼西亚语：Tiongkok（出自闽南语泉漳片发音Tiong-kok）
- 排灣语：Tailiku
- 越南语：／
- 维语：جۇڭگو（Junggo），中国官方译名
- 藏语：ཀྲུང་གོ་（Krung-go），中国官方译名
- 壮语：Cunghgoz（老壮文：Cungƅgoƨ），中国官方译名
- 東幹語：（漢字：中國，拉丁轉寫：Žunguy）

“中华”在不同语言的称呼：
- 朝鲜语：／ Junghwa
- 哈萨克语：حالىق（Juñxwa）
- 满语：ᠵᡠᠩᡥᡡᠸᠠ（Junghūwa/Junghvwa）
- 日语：／ Chūka
- 苗语川黔滇次方言：Dongxhwax
- 印度尼西亚语：Tionghoa（出自闽南语泉漳片发音Tiong-hôa）
- 越南语：／
- 维语：جۇڭخۇا（Jungxua）
- 藏语：ཀྲུང་ཧྭ（krung hwa）
- 壮语：Cunghvaz（老壮文：Cuŋƅvaƨ）

#### 官方称号

##### 中华民国
自1912年建立以来，中华民国有时候被称作“民國時代”以对比清朝，或者在中国国民党建政后称作“國民政府”。由于國共內戰失败导致的1949年失去中国大陆，中华民国的统治范围被限制在臺灣本島及其附屬島嶼，亦稱為台灣地區。中華民國大陸時期在中華人民共和國被称作“民國时期”，因中华人民共和国政府不承认1949年後中华民国在台湾的存在，故也直接称之为中华民国。在冷战初期两岸对峙的言论中，台湾的国民党政府及其支持者有时自称“自由中国”。
“中华民国”在多种语文的称法：
- 汉语：/（汉语拼音：Zhōnghuá Mínguó；注音符號：ㄓㄨㄥ ㄏㄨㄚˊ ㄇㄧㄣˊ ㄍㄨㄛˊ）
- 英語：
- 爱沙尼亚语：Hiina Vabariik
- 波兰语：Republika Chińska
- 朝鲜语：／ Junghwa Minguk
- 德语：Republik China
- 法语：République de Chine
- 马来语：Republik China
- 马其顿语：（Republika Kina）
- 蒙古语：（Bügd Nayramdah Hyatad Uls）（蒙古国官方译称）、ᠳᠤᠮᠳᠠᠳᠤ
ᠢᠷᠭᠡᠨ
ᠤᠯᠤᠰДундад иргэн улс（Dumdadu irgen ulus）（内蒙古和蒙古国官方用来描述中华民国大陆时期）
- 孟加拉语：চীন প্রজাতন্ত্র（Chīn Projatôntro）
- 加泰隆语：República de la Xina
- 立陶宛语：Kinijos Respublika
- 日语：〔〕／ Chūka Minkoku
- 瑞典语：Republiken Kina
- 塞尔维亚语：／Republika Kina
- 西班牙语：República China
- 希伯来语：הרפובליקה הסינית
- 越南语：／

台湾原住民语言
- 排灣語：
- 泰雅語：
- 賽德克語：

##### 中华人民共和国
新中国常常被中国共产党领导下的中国大陆社会用作正面的政治和社会术语来对比1949年前的中国（中华人民共和国成立前）和新建立的社会主义国家。这一术语有时也被中国大陆以外的国家所用。冷战初期中华人民共和国被许多西方国家的人称作“共产主义中国”或“红色中国”以区别于以“台湾”、“国民党中国”（Nationalist China）或“自由中国”相称的中华民国。在某些环境下，尤其在经济、贸易和体育中，“中国”通常用来表示中国内地（或称大陆）而不包括港澳台。西方新闻报道中，“中国”通常表示包含港澳在内的中华人民共和国，尤其在报道政治新闻时。
中华人民共和国在多种语言文字中的官方称法：
- 汉语：/（粤拼：Zung1 waa4 Jan4 man4 Gung6 wo4 gwok3）——全國官方语文，普通话、规范汉字用于中国大陆和國外的新加坡、马来西亚；繁体字用於香港、澳門
- 英语：People's Republic of China——在香港用作官方名称
- 哈萨克语：在哈萨克斯坦使用：（西里尔字母）、（拉丁字母）、（阿拉伯字母），在中华人民共和国使用：（西里尔字母）、（拉丁字母）、（阿拉伯字母）。 西里尔字母是哈萨克斯坦共和国主要的文字，阿拉伯字母常用于中华人民共和国境内的哈萨克语。
- 朝鲜语：／ Junghwa Inmin Gonghwaguk——用于延边朝鲜族自治州、长白朝鲜族自治县
- 日语：〔〕／ Chūka Jinmin Kyōwakoku
- 满语：ᠵᡠᠩᡥᡡᠸᠠ
ᠨᡳᠶᠠᠯᠮᠠ
ᡳᡵᡤᡝᠨ
ᡤᡠᠩᡥᡝᡬᠣ（Junghūwa niyalma irgen gungheg῾o/Junghvwa niyalma irgen gunghegʼo）
- 蒙古语：ᠪᠦᠭᠦᠳᠡ
ᠨᠠᠶᠢᠷᠠᠮᠳᠠᠬᠤ
ᠳᠤᠮᠳᠠᠳᠤ
ᠠᠷᠠᠳ
ᠤᠯᠤᠰ（Bügüde nayiramdaqu dumdadu arad ulus）——内蒙古官方使用，（Bügd Nairamdakh Khyatad Ard Uls）——蒙古国官方译名
- 葡萄牙语：República Popular da China——在澳门用作官方名称
- 藏語：ཀྲུང་ཧྭ་མི་དམངས་སྤྱི་མཐུན་རྒྱལ་ཁབ，威利转写：krung hwa mi dmangs spyi mthun rgyal khab，藏语拼音：Zhunghua Mimang Jitun Gyalkab——西藏自治区官方使用
  - རྒྱ་ནག་མི་དམངས་སྤྱི་མཐུན་རྒྱལ་ཁབ，威利转写：rgya nag mi dmangs spyi mthun rgyal khab——西藏流亡政府官方译名
- 维吾尔语：جۇڭخۇا خەلق جۇمھۇرىيىت，拉丁维文：Jungxua Xelq Jumhuriyiti——新疆官方使用
- 景颇语：——德宏官方使用
- 载瓦语：——德宏官方使用
- 壮语：Cunghvaz Yinzminz Gunghozgoz（老壮文：Cuŋƅvaƨ Yinƨminƨ Guŋƅoƨ）——广西官方使用
- 彝语：ꍏꉸꏓꂱꇭꉼꇩ zho huop rep mip gop hop guop —— 凉山彝族自治州、楚雄彝族自治州、红河哈尼族彝族自治州等彝语地区官方使用

其他语言：
- 阿拉伯语：جمهورية الصين الشعبية（Jumhūriyyah al-Sīn al-Sha'bīyah）
- 爱沙尼亚语：Hiina Rahvavabariik
- 比什奴普萊利亞－曼尼浦爾語：গণচীনর জাতীয় ফিরালহান
- 冰岛语：Alþýðu-Lýðveldið Kína
- 波兰语：Chińska Republika Ludowa（缩写：ChRL）
- 波斯语：جمهوری خلق چین（Jomhuri-ye khalq-e Chin）
- 鞑靼语：Кытай Халык Республикасы（Kıtay Xalık  Respublikasy，俄罗斯鞑靼斯坦官方译名，“共和国”一词借自俄语）或Кытай Халык Республикасы җөмһүрият（Kıtay Xalık  Cömhüriyaten，非官方译名，“共和国”一词来自阿拉伯语）
- 丹麦语：Folkerepublikken Kina
- 德语：Volksrepublik China
- 東幹語：（漢字：中國民人共和國，Žunguy Minřɨn gunhəguy）
- 俄语：（缩写：КНР，Kitaiskaya Narodnaya Respublika）
- 法语：République populaire de Chine
- 菲律宾语：Republikang Popular ng Tsina
- 蓋爾亞支：Daon-Phoblacht na Síne
- 高棉语：សាធារណរដ្ឋប្រជាមានិតចិន（Sathearanakroth Prorcheaminet Chen）
- 荷兰语：Volksrepubliek China
- 加泰隆语：República Popular de la Xina
- 捷克语：Čínská lidová republika
- 柯尔克孜语：Kıtay El Respublikası
- 拉脱维亚语：Ķīnas Tautas Republika
- 立陶宛语：Kinijos liaudies respublika
- 罗马尼亚语：Republica Populară Chineză
- 马来语：Republik Rakyat China
- 马其顿语：（Narodna Republika Kina）
- 孟加拉语：গণপ্রজাতন্ত্রী চীন（Gônoprojatontrī Chīn）或গণচীন（GônoChīn）
- 缅甸语：တရုတ်ပြည်သူ့သမ္မတနိုင်ငံ
- 尼泊尔语：जनगणतन्त्र चीन（janaganatatra Chin）
- 诺维亚语：Populen Republike de China
- 瑞典语：Folkrepubliken Kina
- 塞尔维亚语：／Narodna Republika Kina
- 斯洛伐克语：Čínska ľudová republika
- 斯洛文尼亚语：Ljudska republika Kitajska
- 斯瓦希里语：Jamhuri ya Watu wa China（Uchina）
- 世界语：Popolrespubliko de Ĉinio
- 塔吉克语：（Jumhurii Khalqii Chin）
- 泰语：สาธารณรัฐประชาชนจีน（皇家轉寫：Satharanarat Pracha Chon Chin）
- 土耳其语：Çin Halk Cumhuriyeti
- 乌尔都语：عوامی جمہوریہ چین（Awami Jumhūriyah Chīn）
- 乌克兰语：（缩写：КНР，Kytais"ka Narodna Respublika）
- 乌兹别克语：Xitoy Xalq Respublikasi
- 西班牙语：República Popular de China
- 希伯来语：הרפובליקה העממית של סין（HaRepublikah Ha'ammit shel Sin）
- 希腊语：（Laïki Dimokratía tis Kínas）
- 匈牙利语：Kínai Népköztársaság
- 意大利语：Repubblica Popolare Cinese
- 意地绪语：מענטשנ'ס רעפובליק פון כינע
- 印地语：चीनी जनवादी गणराज्य（Chīnī Janvādī Gaņarājya）
- 印度尼西亚语：Republik Rakyat Tiongkok
- 越南语：／

### 非漢語稱呼
“China”一詞在今日西方人的日常使用中通常泛指中国地区，不一定特指中国大陆、香港或澳門。
有一种流传较广觀點認為“China”是來自瓷器china，而瓷器一名又是得自“昌南”，即中国古代瓷器的主要产地之一。但事实是，“China”首先指代的是一个东方国家，用“china”来指代瓷器则是晚近的用法。
据考证，在古印度的婆羅門教和佛教梵文文獻中，對中國的稱呼是“Shina”或“Cīna”，漢語翻譯爲支那、脂那、至那等；另外也可以叫做“Cīna-sthāna”、，漢語翻譯爲震旦、真丹、真旦、振旦等，或有Mahā-cīna-sthāna，漢譯爲摩訶震旦。唐玄奘等僧侣赴印度取经时，就曾将古印度对中国的呼称“Mahachinasthana”音译成了“摩诃脂那国”、“摩诃至那国”、“摩诃震旦”等。梵文“Mahachinasthana”中的“Maha”乃“大”的意思；“sthana”读作“斯坦”，乃“国境”的意思；“china”则为“秦”的语音。因此“Mahachinasthana”的意译应为“大秦国”。根据后汉书记载，大秦是汉朝人对罗马帝国的称呼，当时汉朝使节到的应是罗马帝国的埃及行省。
歐洲各種語言對中國的稱呼，主要有以漢語「秦」音為基礎的China體系，和以漢語「契丹」音為基礎的（Kitaĭ）體系。

#### 「秦」系中國稱呼
歐洲語言中，中國的稱呼基本上都是China（英語、德語、西班牙語、葡萄牙語、荷蘭語等），亦有因為正字法原因而改寫的種種China同源詞，如法语的Chine，意大利语的Cina，捷克语、斯洛伐克语的Čína等等。這些詞的語源均與印度梵语的Shina或Cīna相同，也是秦的音變（同上），而且由於字母i在大多數歐陸語言中的讀音都是[i]音，所以這些語言中China（包括Chine，Cina等變體）一詞的發音均與梵文的「支那」相近。英语因為歷史音變的緣故，開音節的i讀成[aɪ]音，造成不讀「支那」而讀「拆拿」。北歐及某些東南歐語言因為對字母組合ch的發音傾向於讀成k音，所以將中國一詞寫為Kina（丹麥、瑞典、挪威），這是從China發生的語音變化。同樣的例子還有希臘語的，匈牙利語的，克羅地亞語和塞爾維亞語的等。
而拉丁语中有多个表述中國地名的词汇，其中一词，接近日文「支那」的訓令式羅馬注音；另外英语中的Sino-词根也用来表示中国。東京大學博士、北京大学哲学系教授周程指出，「支那」並非是「Sino」的音譯，而是它的意譯，「na」和「no」的注音假名完全不同，若要音譯「Sino」，那就應該譯成「希惱」，而不是「希吶」，又指出如果日語「支那」的語音是由「China」演變而成，那麼它的注音應為「恰依吶」，而不是「希吶」。另外，日本儒者新井白石在譯介荷蘭語地理書籍時首次將「China」與「支那」相連，然而他給「支那」加的注音假名的讀音並非是「希吶」，而是「契吶」。
China
相当多的西方语言称中国为（英語或者德語）、（法語）、（瑞典语）、Cina（讀作chi'na在印尼语和馬來语、讀作chi'no在爪哇语）、Sina（現代拉丁语）或其變體。这个名称的由来有多种说法，其中最常见的说法是“秦”、“契丹”、“丝”、“赤那”等，以往也被認為是“茶”和“昌南”。
明朝末年傳教士衛匡國認為，China、Chine、Kina、Sina等词汇来自“秦”的音译。这里的秦不仅指秦朝，而且也指西周和东周时期的秦国。在丝绸之路出现之前，秦人通过当时的玉石之路来与西方人进行贸易往来。这一称号用在中古波斯语为（ Chīnī），其源头是梵语（Cīnāh），而现代语言中的China是由16世纪葡萄牙探险家使用并由此衍生的。
- 阿尔巴尼亚语：Kinë（[kinə]）
- 阿姆哈拉语：Chayna（源自英语）
- 阿塞拜疆语：Çin（[tʃin]）
- 爱尔兰语：An tSín（[ən ˈtʲiːnʲ]）
- 爱沙尼亚语：Hiina
- 巴斯克语：Txina（[ˈtʃinə]）
- 冰岛语：Kína
- 波兰语：Chiny（[ˈxinɨ]）
- 波斯语：Chin  چين （[tʃin]）
- 中古波斯语：Čīnī
- 波斯尼亚语：Kina
- 朝鲜语：지나
- 丹麦语：Kina
- 德语：China（[ˈçiːna]，南德地区还读作[ˈkiːna]）
- 法语：Chine（[ʃin]）
- 菲律宾语（他加禄语）：Tsina
- 高棉语：ចិន（[cən]）
- 格鲁吉亚语：ჩინეთი（[tʃinɛtʰi]）
- 国际语：China
- 荷兰语：China
- 孟加拉语：Chīn（চীন [ˈt͡ʃiːn]）
- 加泰隆语：Xina（加泰隆尼亞語發音：[ˈʃinə]、[ˈtʃina]）
- 捷克语：Čína（[ˈtʃiːna]）
- 克罗地亚语：Kina
- 立陶宛语：Kinija
- 罗马尼亚语：China（[ˈkiːna]）
- 马来语：China（[tʃina]）
- 马来雅拉姆语：Cheenan/Cheenathi
- 马其顿语：（Kina）
- 挪威语：Kina（[çiːnɑ] / [ʃiːnɑ]）
- 葡萄牙语：China（[ˈʃinɐ]）
- 日语: シナ (支那)——曾用以称呼中国，现在在日本很少使用以避免和中国发生冲突（代之以 Chūgoku）。
- 瑞典语：Kina（[ˈɕiːna]）
- 塞尔维亚语：Kina / Кина（[kiːna]）
- 斯洛伐克语：Čína（[tʃiːna]）
- 世界语：Ĉinujo、Ĉinio、Ĥinujo
- 泰语：จีน（皇家轉寫：Chin）（但也读作Jeen）
- 泰米尔语：சீனா（Cheenaa）
- 土耳其语：Çin（[tʃin]）
- 威尔士语：Tsieina
- 乌尔都语：Čīn چين（[tʃiːn]）
- 西班牙语：China（[ˈtʃina]）
- 希腊语：（Kína ['cina]）
- 匈牙利语：Kína（[kiːnɒ]）
- 亚美尼亚语：Չինաստան（[t͡ʃʰinɑsˈtɑn]）
- 意大利语：Cina（[ˈtʃiːna]）
- 英语：China /ˈtʃaɪnə/
- 印地语：Chīn चीन (IPA [ˈtʃiːn]）
- 印尼语：Cina（[tʃina]）
- 藏语：རྒྱ་ནག་（Gya-nak）

Cina
据说，中国在古印度语梵文是cina（佛典翻譯為支那）、chinas，在希腊语是Sinai，在古拉丁语是Sinae。但古印度人和希臘羅馬人的“cina”等词究竟何指，目前没有定论。古印度典籍最早提到“cina”是公元前10世纪（有的学者提出是公元前5世纪和公元前15世纪）的印度史诗《摩诃婆罗多》和《罗摩衍那》。有学者认为“cina”是指西周的秦国，（衛匡國 Martini.Martin，1614－1655），但也有学者认为指古蒙古部落戎狄，sino为赤那之地的音译（意思是狼）。“cina”更可能为古印度人对东方国家的称呼而不是特指中国。

#### 「契丹」系中國稱呼
至於俄語、白俄羅斯語、保加利亞語等語言將中國稱為，則與秦国無涉。因為這個詞來自「契丹」。
俄语称中国为，这是源于“契丹”一名；由于金帐汗国自13世纪至15世纪长期是欧洲的霸主，而蒙古人称中国北方为契丹，后该词泛指中国，所以在此期间兴起的斯拉夫语族和突厥语族诸民族均以契丹为中原政权的代名词。现在仍有十几个国家将中国称为“契丹”：斯拉夫语国家（俄罗斯、乌克兰、保加利亚等）称中国为“kitai”；突厥语国家（中亚各国）称中国为“Kaitay”、“Kathay”、“Hatay”、“Katay”；西亚国家（伊朗、阿富汗、伊拉克等）称中国为“Katay”、“Khatay”。
拉丁语词汇则来自奥斯曼土耳其语的一词。
- 白俄罗斯语：（Kitay）
- 保加利亚语：（Kitay）
- 布里亚特语：（Khitad）
- 喀山鞑靼语：Кытай (Qıtay)
- 俄语：（Kitáj, 國際音標：[kʲɪˈtaj]）
- 哈萨克语：（Qıtay）
- 中世纪拉丁语：Cataya、Kitai
- 蒙古语：（Khyatad）
- 古蒙古语：Kitad
- 葡萄牙语：Catai
- 斯洛文尼亚语：（[kiːˈtajska]）
- 土库曼语：Hitaý
- 维语：Hyty
- 乌克兰语：（Kytai）
- 乌兹别克语：Xitoy (Хитой)
- 英语：Cathay

#### 其他
赛里斯
赛里斯（拉丁語：Seres）是古希腊和古罗马地理学家、历史学家对与丝绸相关的国家和民族的称呼，一般认为指当时中国或中国附近地区，一般被認為是源於中國字“丝”。
Tabgach
古代中国在中亚另有一别名“桃花石”（Tabgach），据研究，可能出自长期统治中国的鲜卑拓拔部的名字。
震旦
震旦（梵語： Cīna-sthāna，巴利語： Cīna-rattha），又譯震丹、真丹、真旦、振旦、神丹，也稱摩訶震旦（Mahā-cīna-sthāna），即支那斯坦，是支那的異譯，為古代印度對中國的稱呼

## 对中国名称的看法

### 中國
古代中国人认为，世界是天圆地方的，漢族则是位于该世界中心地区的民族群体，其所在地称为中國；中國以外的地区是“化外之地”，居住在化外之地的周边民族是“蛮族”，并有：
1. “东夷”（泛指日本、朝鲜、琉球等）
2. “南蛮”（早期是指非周朝「王母弟甥舅」一系的諸侯國[115]，後期開始用來稱呼非漢民族，如宋史蠻夷傳）
3. “西戎”（泛指现代中国的西藏、新疆等少数民族聚居地和四川羌族聚居地）
4. “北狄”（泛指位于蒙古大漠、内蒙古草原和东北地区的犬戎、东胡、乌丸、夫余、靺鞨、匈奴、回纥、契丹、突厥、蒙古、鞑靼等北方游牧民族）之称谓。

古代中国认为天子位于世界（天下）的中心，外为诸侯、庶民，然后便是“朝贡国”，即“蛮族”或“化外人”，必须向天子朝贡；并对外族有贬低之称谓（例如倭指日本、韃虏和鞑子指入主中原建立清朝的满族等）。这些观念在某种程度上巩固了中国古代长达两千多年的君王统治制度，促成了中华文化圈的形成和发展，并对20世纪新的中国民族精神的形成和发展产生了深远影响。
华夏人自唐朝以来，便一直认为这个宇宙是天圆而地方的，整个地是平坦的，空中物体围绕大地，中国位于正中，因而得名；而化外之地则是蛮夷的居住地，必须朝贡于天子诸侯。当然，因为后来科学技术的实证，这种中国式世界观念自然就被打消了。

### 日本
日语起初很少用“中国”一詞代指中原王朝，而是直呼各朝國名，如“明國”，或直接以“唐”（から）稱之。根據日本學者考證，除了以歷代王朝的国號來稱呼中原王朝，早年的日本古籍中曾重複出現「日本與中国」的記載，並清楚明白地將日本與中國並列成相對的兩者。直到江戶時代中国一詞在日本仍是一字多用。如北宋時，日本僧人奝然以隸書與宋太宗對答時以中國稱宋朝。有如明朝政府于日本官方文件中有如明太祖賜日本國書，明神宗予豐臣秀吉的詔書也以中國自稱。
另外，從10世紀開始，日本本州西部山阳、山阴地区也叫做“中国地方”，當時日本分為“近國”、“中國”和“遠國”，有如日本在回應于明太祖的國書中曾多次提及「中華」的稱呼。懷良親王回應明太祖的國書中「天朝」稱呼。日本自明治维新起，由於西化影響，漸漸出現借用佛教经典中的称呼“支那”来指称中国。这种称呼到了清代晚期逐渐带有贬义。二戰後日本停止使用「支那」一詞稱呼「中國」。

### 印度
此外，自古有些民族，每視其本國為世界之中心，故自稱“中國”，對他國則稱“邊國”。在印度，Madhya-deśa音譯是末睇提捨，意译即中国，原本是指位於恆河中游的地帶，古稱為拘羅國土，此地即是婆羅門文明之中心地，婆羅門教於此地區建立其堅固之基礎，又稱為婆羅門國、雅利安邦。及至佛陀時代，中國則大抵指以摩揭陀、憍薩羅為中心的區域，佛陀即以此一地區為行化重心，當時此地在政治、文化等任何方面皆成為印度新興勢力之中心，為了有別於婆羅門教之“舊中國”，故也稱其為“新中國”。另據賢愚經卷七記載，“中國”又指羅悅祇、舍衛、王舍城等地，其數眾多，不能具說。故在佛教與佛典中的“中國”，指的是有正信佛法弘化的國家與區域。於是而有中國難生，如來難遇等等的說法。